# Gens Claudia
Gens Claudia, Claudii, eller Claudiska ätten var en av de äldsta patriciersläkterna i antikens Rom och under flera århundraden var dess medlemmar ledare av både staden och riket.
Ätten sägs ha grundats av Attius Clausus, en sabin som föredrog fred med Rom, vilket var impopulärt och ledde till att han lämnade Regillus med sina anhängare omkring 504 f.Kr. Rom välkomnade honom dock och gjorde hans anhängare till medborgare och tilldelade dem land, samt gjorde Appius Claudius Sabinus Inregillensis, som han hette på latin, till senator. Det har antagits att namnet kommer av det latinska claudeo (att halta), då många familjemedlemmar var lama, antagligen av någon missbildning.

## Grenar av Claudiska ätten
Det fanns flera stora grenar av den Claudiska ätten i slutet av Romerska republikens tid.
- En obskyr patricisk gren av familjen verkar ha saknat kognomen. En Lucius Claudius tjänade som Rex Sacrorum i mitten av 000-talet f.Kr. Han är dubbelt ovanlig, eftersom "Lucius" är ett ovanligt namn i alla grenar av den Claudiska ätten och ovanlig bland patricier i allmänhet.

- De som hade kognomenet Nero var prominenta patriciska senatorer under den senare republiken; de föredrog tria nominat Tiberius. Neroerna gick dock samman med den julianska ätten när Tiberius Claudius Nero, som var son till en annan Ti. Claudius Nero och Livia Drusilla (i sig medlem av den andra huvudgrenen av Claudiska ätten - Claudii Pulchri - genom sin far Marcus Livius Drusus Claudianus) adopterades av Gaius Julius Caesar Augustus vilket grundade den Julisk-Claudiska dynastin.

- De Claudier, som hade kognomenet Marcellus (fem. Marcella, med betydelsen martial [krigs-]) var plebejer och hade tre konsuler i tre år efter varandra (51-49 f.Kr.; två bröder och deras kusin); de föredrog tria nominat Gaius och Marcus. Gaius Claudius Marcellus (konsul 49 f.Kr.) var gift med Augustus syster Octavia Minor och deras son Marcus gifte sig med Augustus dotter, Julia den äldre.

- De Claudier, som hade kognomenet Pulcher (fem. Pulchra, med betydelsen "vacker") var patricier och också mycket prominenta under den senare republiken; de föredrog tria nominat Appius (den enda familjen, som hade detta namn) och Publius. En plebejisk sidogren av denna familj bildades, när Publius Claudius Pulcher fick sig själv adopterad av en plebej (av politiska skäl) och blev därefter känd som Publius Clodius; hans syster Clodia antog också denna vulgära stavning.

- Vissa plebejiska Claudier använde alltså namnet "Clodius."

- Claudia (och Clodia) var de namn som användes av kvinnor.

## Viktiga personer ur den Claudiska ätten
- Appius Claudius Sabinus Inregillensis, grundare, konsul 495 f.Kr.
- Appius Claudius Crassus, decemvir cirka 450 f.Kr., konsul 445 f.Kr.
- Gaius Claudius, konsul 454 f.Kr. (?)
- Appius Claudius P.f. Crassus Inregillensis, konsul 346 f.Kr.
- Marcus Claudius C.f. Marcellus, konsul 329 f.Kr.
- Appius Claudius Caecus, censor 312 f.Kr. konsul 307 f.Kr. och 297 f.Kr. (eller 296 f.Kr.)
- Marcus Claudius M.f. Marcellus, konsul 288 f.Kr.
- Gaius Claudius M.f. Canina, konsul 286 f.Kr., 274 f.Kr.
- Appius Claudius Ap.f. Russus, konsul 269 f.Kr.
- Appius Claudius Caudex, konsul 264 f.Kr.
- Publius Claudius Pulcher, konsul 249 f.Kr., förlorade slaget vid Drepana
- Gaius Claudius Ap.f. Centho (Caecus f.?), konsul 240 f.Kr.
- Marcus Claudius Marcellus, konsul 222 f.Kr., suffekt 215 f.Kr., 214 f.Kr., 210 f.Kr. och 208 f.Kr.
- Quintus Claudius, tribun 218 f.Kr.
- Appius Claudius P.f. Pulcher, konsul 212 f.Kr.
- Gaius Claudius Ti.f. Nero, konsul 207 f.Kr., vann slaget vid Metaurus
- Tiberius Claudius P.f. Nero, konsul 202 f.Kr.
- Marcus Claudius M.f. Marcellus, konsul 196 f.Kr.
- Appius Claudius Ap.f. Pulcher, konsul 185 f.Kr.
- Publius Claudius Ap.f. Pulcher, konsul 184 f.Kr.
- Marcus Claudius M.f. Marcellus, konsul 183 f.Kr.
- Gaius Claudius Pulcher, konsul 177 f.Kr.
- Marcus Claudius Marcellus, konsul 166 f.Kr., 155 f.Kr. och 152 f.Kr.
- Appius Claudius Pulcher, konsul 144 f.Kr. (eller 143 f.Kr.)
- Gaius Claudius Pulcher, konsul 92 f.Kr.
- Appius Claudius Pulcher, konsul 79 f.Kr.
- Quintus Claudius Quadrigarius, historiker
- Publius Clodius, folktribun 58 f.Kr.
- Appius Claudius Pulcher, konsul 54 f.Kr.
- Marcus Claudius Marcellus, konsul 51 f.Kr.
- Gaius Claudius Marcellus Major, konsul 50 f.Kr.
- Gaius Claudius Marcellus Minor, konsul 49 f.Kr.

Obs: Konsulerna 51 och 49 f.Kr. var bröder och kusiner till konsuln 50 f.Kr.
- Appius Claudius Pulcher, konsul 38 f.Kr.
- Marcus Claudius Marcellus, namngivare till Marcellusteatern, gift med Augustus dotter
- Marcus Claudius Marcellus Aeserninus, konsul 22 f.Kr.
- Tiberius Claudius Nero, far till kejsar Tiberius, praetor 42 f.Kr.
- Nero Claudius Drusus, konsul 9 f.Kr., far till kejsar Claudius I
- Tiberius Claudius Nero (Tiberius), kejsare
- Tiberius Claudius Nero Germanicus (Claudius I), kejsare
- Tiberius Claudius Britannicus (Britannicus), son till den föregående
- Nero Claudius Drusus Caesar (Nero), kejsare, medlem av den Claudiska ätten genom adoption.

Obs: Claudier efter Neros död härstammade troligen från Claudiernas frigivna slavar, eller män, som hade fått medborgarskap av Claudierna.
- Claudius Ptolemaeus (Ptolemaios), grekisk astronom
- Claudius Civilis, ledde ett uppror 69 e.Kr.
- Lucius Catilius Severus Iulianus Claudius Reginus, konsul 120
- Marcus Gavius Claudius Squilla Gallicanus, konsul 127
- Lucius Uibullius Hipparchus Ti. Claudius Atticus Herodes, konsul  143
- Gnaeus Claudius Severus Arabianus, konsul 146
- Gnaeus Claudius Severus, konsul 173
- Tiberius Claudius Pompeianus, konsul 173
- Maternus Ti. Claudius, konsul 185
- Tiberius Claudius Seuerus Proculus, konsul 200
- Appius Claudius Iulianus, konsul 224
- Claudius Pompeianust, konsul 231
- Gnaeus Claudius Seuerus, konsul 235
- Lucius Ti. Claudius Aurelius Quintianus, konsul 235
- Claudius Aelianus (Aelianus)
- Claudius Galenos (Galenos), grekisk läkare
- Marcus Claudius Tacitus, kejsare
- Titus Claudius M. Aurelius Aristobulus, konsul 285
- Flavius Claudius Constantinus Caesar (Konstantin II), kejsare
- Flavius Claudius Julianus (Julianus), kejsare
- Claudius Mamertinus, konsul 362
- Sextus Claudius Petronius Probus, konsul 371
- Flauius Claudius Antonius, konsul 382
- Claudius Claudianus (Claudianus), poet
- Imp. Caesar Flavius Claudius Constantinus Augustus (Konstantin III), usurpator
- Claudius Iulius Eclesius Dynamius, konsul 488